# 이상우 (영화 감독)
이상우(1971년 2월 24일 ~ )은 대한민국의 배우이자 영화 감독이다.
 초창기 영화들은 제목만 봐도 충격적이고 쇼킹한 영화들을 많이 만들었지만 최근작들은 코메디부터 호러물까지 다양한 장르에 도전하고 있다. 필리핀에서 촬영한 "트로피컬마닐라" "지옥화" 태국에서 촬영한 "워킹스트리트" "열대야" 그리고 최근 아프리카 르완다에서 "한국인을 먹었다" "오리지널블러드" 촬영을 끝내고 후반작업중이다. 국내에서는 변태감독으로 평가저하 되고 있지만 해외에서는 마니아들 사이에서 한국 상업영화에서 접하지 못한 독특한 영화를 만드는 감독으로 알려져 있다. 

## 학력
- 연세대학교 커뮤니케이션대학원 방송영화과 (석사)
- 캘리포니아대학교 버클리캠퍼스 영화과 (학사)

## 작품 목록

### 영화
배우
- 《애정소년 잔혹사》 (2017년) - 태림 역
- 《어느 여름날 밤에》 (2017년) - 인력소 사장 역
- 《나는 쓰레기다》 (2016년) - 상우 역
- 《친애하는 지도자동지께》 (2015년) - 목사 역
- 《스피드》 (2015년) - 강간범 / 이태원클럽키스남 역
- 《욕정이 활활》 (2015년) - 아버지 역
- 《지옥화》 (2014년) - 광신도 1 역
- 《만신》 (2014년) - 넘세 아버지 역
- 《바비》 (2012년) - 민박집변태남 역
- 《트로피컬 마닐라》 (2012년) - 영희 아빠 역
- 《엄마는 창녀다》 (2011년) - 이상우 역[4]
- 《좋은 남자》 (2008년)

감독
- 《미애언니라고 불러줘》 (2022년)
- 《스타박'스 다방》 (2018년)
- 《더티 로맨스》 (2017년)
- 《워킹스트리트》 (2016년)
- 《나는 쓰레기다》 (2016년)
- 《친애하는 지도자동지께》 (2015년)
- 《스피드》 (2015년)
- 《욕정이 활활》 (2015년)
- 《지옥화》 (2014년)[5]
- 《소설, 영화와 만나다》 (2013년)
- 《바비》 (2012년)
- 《아버지는 개다》 (2012년)
- 《트로피컬 마닐라》 (2012년)
- 《엄마는 창녀다》 (2011년)

## 수상
- 2009년 제12회 교토국제영화제 최우수작품상 (엄마는 창녀다)
- 2010년 제16회 리옹아시아영화제 아시아영화상 (엄마는 창녀다)
- 2010년 제6회 대한민국 대학영화제 최우수상 (엄마는 창녀다)
- 2010년 제13회 교토국제영화제 심사위원특별상 (아버지는 개다)
- 2011년 제10회 스위스 블랙무비영화제 관객상 (아버지는 개다)
- 2012년 제1회 모엣샹동 라이징스타 어워즈 감독상 (바비)
- 2012년 제50회 스페인 히혼국제영화제 감독상 (바비)
- 2012년 제42회 이탈리아 지포니영화제 최우수작품상 (바비)